# Campo de concentración de Stephanskirchen

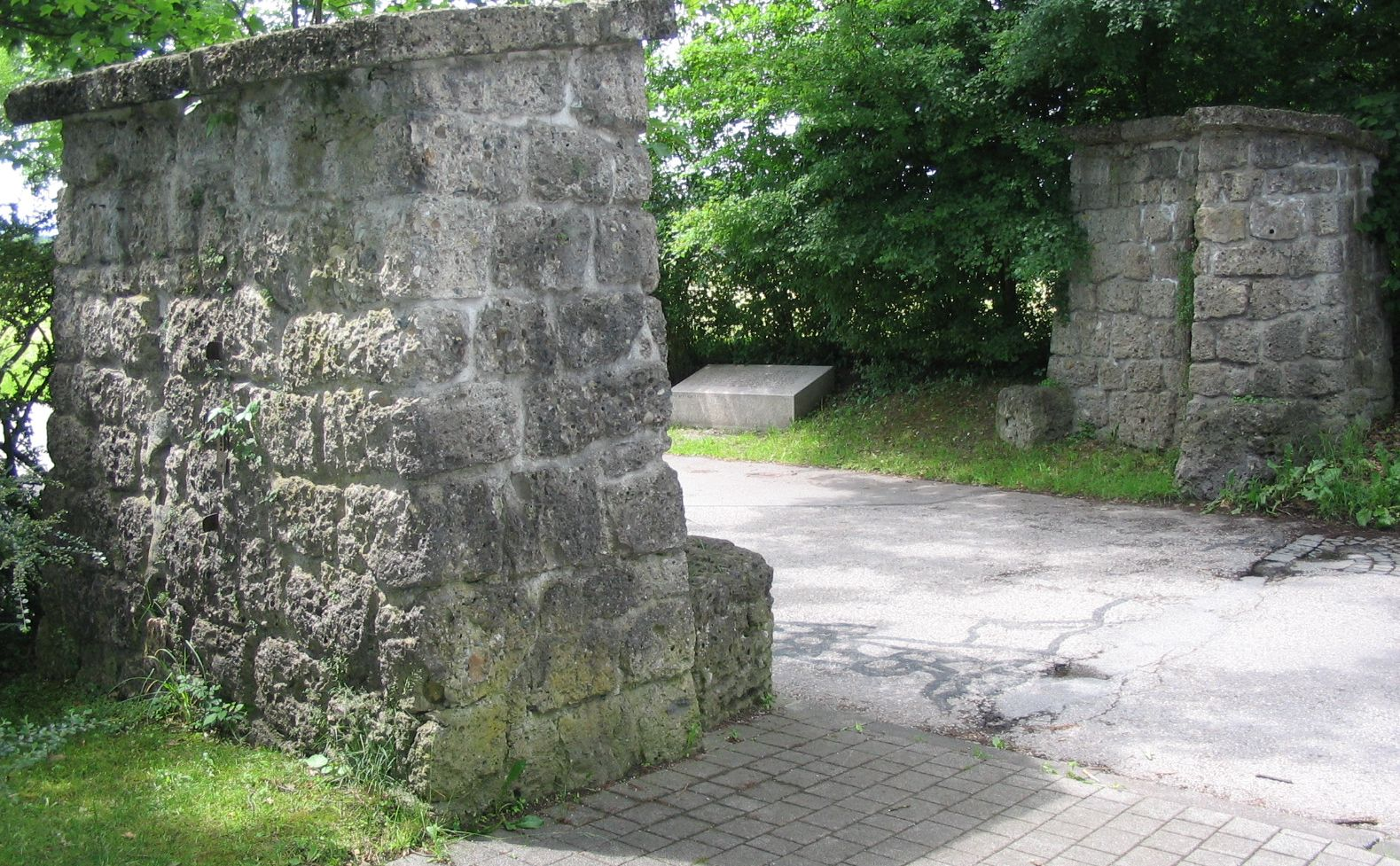
Entrada al antiguo cuartel antiaéreo de Stephanskirchen, hoy distrito de Haidholzen en 2009

El campo de concentración exterior Stephanskirchen fue, a partir de noviembre de 1944, uno de los 169 subcampos del campo de concentración de Dachau. Un promedio de 250 prisioneros de campos de concentración tenían que trabajar en Stephanskirchen, principalmente para BMW. No está claro si algunos prisioneros también trabajaron en el Subcomando exterior del campo de concentración de Rosenheim.
Este subcampo, al igual que los Trostberg y Kaufbeuren, estaba conectado a través de la producción en cadena de BMW con el Complejo de subcampos exteriores del campo de concentración de Múnich-Allach (BMW).
Otras fábricas de BMW que emplearon trabajadores forzados y prisioneros se encontraban en la hilandería de algodón Kolbermoor con más de 1000 trabajadores, en Bruckmühl con aproximadamente 500 trabajadores y en Feilnbach.

## Origen
BMW tuvo una posición central en la producción de armamento en el Alemania nacionalsocialista. En "reconocimiento del destacado esfuerzo y rendimiento ejemplar [...] en el marco de la producción bélica alemana", las fábricas fueron designadas como "empresa modelo de guerra".
Ubicación del antiguo subcampo del campo de concentración en el casco urbano de Múnich.
Después de los bombardeos aéreos sobre la planta de BMW I en Lerchenauer Str. 76 en Múnich, así como la planta con el subcampo de Múnich-Allach, BMW trasladó parte de su producción en la primavera de 1944 con casi 2000 prisioneros de campos de concentración al túnel Maurice-Lemaire en Sainte-Marie-aux-Mines, entonces "Markirch". A partir de septiembre de 1944, esta planta de producción fue abandonada debido al avance del frente, y las máquinas y prisioneros fueron transportados durante semanas en tren hacia el este, hasta finales de octubre, entre otros, a Trostberg, Kempten, Blaichach y Stephanskirchen. El 20 de noviembre de 1944, el sitio de BMW en Stephanskirchen tenía 698 empleados y 167 máquinas en una superficie de 4000 metros cuadrados.

## Operación del campo de concentración exterior
El momento de la fundación del campo de concentración exterior Stephanskirchen en el gran complejo de la Wehrmacht allí presente no está documentado. Los prisioneros del campo de concentración fueron internados en un barracón en el centro del complejo. El primer informe de fuerza data del 29 de noviembre de 1944 y registra 190 prisioneros de campos de concentración, en su mayoría provenientes del subcampo de concentración de Markirch. A más tardar desde noviembre, se habían contratado guardias para este subcampo. El asentamiento de barracones del subcampo de concentración se encontraba en el terreno de un cuartel de artillería antiaérea, donde después de la guerra se construyó el actual asentamiento de Haidholzen. Según el ex prisionero Leo van der Tas, en la fila exterior de barracones estaban alojados soldados de la unidad aérea "Hermann Göring", seguidos hacia el interior por naves industriales y oficinas de la industria aeronáutica.
El campamento de barracones era vigilado por miembros de las SS, en parte también por la Luftwaffe y finalmente por hombres del Volkssturm, que a veces eran menos despiadados. Los recuentos de prisioneros se realizaban directamente en el barracón. La ropa se llevaba una vez a la semana al campo de concentración de Dachau por cuatro prisioneros – el "comando de la ropa" – bajo la vigilancia de un guardia de las SS.
Un promedio de 250 prisioneros tuvieron que realizar trabajo forzado principalmente para el comando de trabajo "Stephanskirchen Chiemgauer Vertriebsgesellschaft OHG" del grupo BMW. Aproximadamente un tercio provenía de la Unión Soviética, y otros de Polonia, Francia, Alemania, los Países Bajos, España y Yugoslavia. Su tarea era la producción de camisas de cilindro, así como una parte de la fabricación de engranajes, componentes para motores de aviones. También se encargaban del control de precisión de las piezas fabricadas.
Otras tareas de los prisioneros incluían trabajos de construcción de vías en las estaciones de tren de Rosenheim y Stephanskirchen, así como la limpieza y remoción de escombros después de los bombardeos, probablemente también en el subcomando exterior del campo de concentración de Rosenheim.
Hacia finales de 1944, se produjeron ataques aéreos de bombarderos aliados que destruyeron el 30 % de los edificios y el 20 % de las máquinas. En diciembre de 1944 también fue destruido el barracón de los prisioneros. Los prisioneros fueron trasladados temporalmente al "Pernlohner Keller"  en Rosenheim, que anteriormente había sido utilizado por la Reichswehr. Leo van der Tas describió el alojamiento así: "Una de estas puertas conducía a una gran sala, larga y estrecha, y allí estábamos más de 90 hombres como sardinas en una lata." 
Se sabe poco sobre las condiciones de vida de los prisioneros en el campo. No está documentada la afirmación de un soldado de que el campo fue visitado frecuentemente por delegaciones de la Cruz Roja, y que era un "campo modelo". Los prisioneros informaron sobre abusos especialmente brutales por parte de dos Kapos, así como de un hambre extrema y constante, que se agravó en febrero y marzo de 1945 y que a veces resultó fatal. Los prisioneros que ya no podían trabajar eran trasladados al campo principal de Dachau, donde usualmente se les dejaba morir. Dos jóvenes prisioneros del campo de concentración que murieron en el cuartel de artillería antiaérea en febrero y marzo de 1945 fueron enterrados directamente en el cementerio de Stephanskirchen-Baierbach, y entre 1955 y 1961 fueron exhumados y reenterrados en el Cementerio del campo de concentración de Dachau-Leitenberg. También se informó de ejecuciones: algunos prisioneros fueron liberados y poco después, el 29 de abril de 1945, fueron fusilados (“inmates were released and then shot shortly thereafter”), otros vieron el acto como un intento de fuga frustrado. Se trataba de tres civiles, entre ellos un holandés y un clérigo.

## Evacuación del campo
Los últimos informes de fuerza del 3 y 29 de abril registran 217 prisioneros. El campo no fue evacuado antes del 27 de abril; 180 prisioneros fueron obligados a realizar una marcha de la muerte, hacia Nußdorf en dirección sur, junto con los prisioneros del Subcomando exterior del campo de concentración de Halfing-Brüningsau. A finales de abril, según las "declaraciones documentadas de los residentes", aproximadamente "20 hombres" llegaron a Nußdorf am Inn y fueron liberados allí por el ejército estadounidense el 2 de mayo de 1945. 

## Procesamiento jurídico
La Oficina Central para la Investigación de Delitos Nacionalsocialistas en Ludwigsburg investigó el caso en 1969, pero no se llevó a cabo ningún juicio. El informe final de la fiscalía se basó en el protocolo subyacente de la fiscalía polaca con la declaración de un solo prisionero: "No me constan los crímenes que se cometieron en este campo, y tampoco fui testigo de tales actos de asesinato". El líder del campo exterior era "desconocido" para la fiscalía, aunque fue mencionado en los Juicios de Dachau, similar a la situación con otros guardias.

## Reutilización y conmemoración
Tanto los restos del campo exterior como el casino de oficiales del antiguo cuartel de la Wehrmacht vecino se han conservado. El antiguo edificio de la sede, así como partes de los garajes, siguen siendo utilizados por una fábrica de dulces .

Los restos de los cimientos de la entrada del antiguo cuartel de artillería antiaérea se han conservado, en el extremo oriental del antiguo complejo en Stephanskirchen-Haidholzen. Junto a ellos, se encuentra una piedra conmemorativa  con la inscripción:

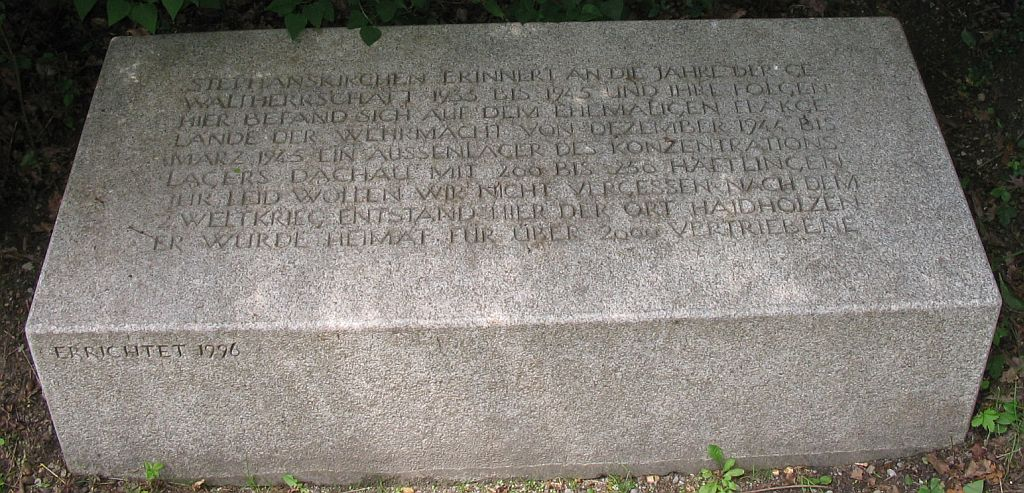
Piedra conmemorativa de 1996 (foto de 2009)

Stephanskirchen recuerda los años de la tiranía

de 1933 a 1945 y sus consecuencias.

Aquí, en el antiguo terreno de artillería antiaérea

de la Wehrmacht, hubo un campo exterior del campo

de concentración de Dachau con 200 a 250 prisioneros

de diciembre de 1944 a marzo de 1945.

No queremos olvidar su sufrimiento. Después de la

Segunda Guerra Mundial, el lugar se convirtió en el pueblo

de Haidholzen.

Se convirtió en el hogar de más de 2000 desplazados.
Erecto en 1996

## Nota
1. ↑  Mack, ejército de EE. UU., película en color Kodachrome de 16 mm, ver también Proyecto de Cine Especial 186.
2. ↑  El cementerio de honor de Dachau-Leitenberg. Documento original. En: Arolsen Archives (ed.): Signatura 2737000, período de creación 1961-02-01 - 1972-01-01, número de documentos 311. Bad Arolsen 1 de enero de 1971, p. 5 (622 p., arolsen- archives.org [JPG; consultado el 28 de agosto de 2022] “Recopilación numérica de los muertos del campo de concentración enterrados en el cementerio del campo de concentración de Dachau-Leitenberg a partir del 1 de febrero de 1961”, adición manuscrita “A partir del 1 de enero de 1971” (Documento ID: 9954369)): “KZ -Grave Baierbach-Stephanskirchen, LKrs. Rosenheim 2“
3. ↑  "El cabo de las SS […] fue guardia en […] del campo externo de Stefanskirchen desde el 8 de abril de 1945 hasta el 28 de abril de 1945. […] Fue guardia en la marcha de prisioneros desde el campo externo de Stefanskirchen el 27 al 28 de abril de 1945, con aproximadamente 180 prisioneros bajo 26 guardias."